# 5551 Glikson
5551 Glikson è un asteroide della fascia principale. Scoperto nel 1982, presenta un'orbita caratterizzata da un semiasse maggiore pari a 2,3171626 UA e da un'eccentricità di 0,1952194, inclinata di 23,97227° rispetto all'eclittica.